# Hermann Westphal (Ratsherr)
Hermann Westphal, auch Westval († 26. April 1433 in Lübeck) war Ratsherr der Hansestadt Lübeck.

## Leben
Hermann Westphal war Lübecker Bürger und Kaufmann. 1406 wurde er in den Lübecker Rat erwählt und gehörte 1408 bei der Vertreibung durch den Neuen Rat im Zuge der bürgerlichen Unruhen in der Stadt zu den Ratsmitgliedern des Alten Rates, die in der Stadt blieben. Er weigerte sich jedoch, an der Ersatzwahl neuer Ratsmitglieder teilzunehmen. Der Klage des Alten Rates vor dem Reichshofgericht schloss er sich jedoch nicht an. Mitte 1409 verließ auch er die Stadt; zwei ihm gehörende Hausgrundstücke wurden vom Neuen Rat konfisziert und enteignet. Spätestens 1416 kehrte er mit dem Alten Rat nach Lübeck zurück und nahm seine Tätigkeit als Ratsherr wieder auf. 1419 verhandelte er mit dem Domkapitel am Lübecker Dom über Ländereien beim Kapitelsdorf Genin. 1429 war er im Krieg gegen König Erik VII. von Dänemark wegen des von diesem erhobenen Sundzolls Befehlshaber auf der Lübecker Flotte.
Hermann Westphal war zu Trinitatis 1429 Mitglied der patrizischen Zirkelgesellschaft in Lübeck. Er war zweimal verheiratet. In erster Ehe mit Margarethe, einer Tochter des Lübecker Bürgers Hinrich von Alen und Schwester des Bürgermeisters des Neuen Rats Hermann von Alen, und in zweiter Ehe mit Taleke Möller. Sein ältester Sohn Johann Westphal wurde Lübecker Bürgermeister, der jüngere Sohn Arnold Westphal wurde Hochschullehrer und Bischof von Lübeck; beide entstammen der ersten Ehe. Er bewohnte zunächst das Haus Mengstraße 10 in Lübeck, später die Breite Straße 28 und zuletzt die Breite Straße 47. In Testamenten Lübecker Bürger wird er mehrfach als Urkundszeuge aufgeführt.
Hermann Westpahl gilt als der wahrscheinliche Stifter der Familien-Kapelle in der Katharinenkirche (Lübeck). Die Kapelle im südlichen Seitenschiff wurde im 18. Jahrhundert zur Grablege für Claus von Reventlow im Stil des Rokoko umgestaltet.